# Leiterzhofen
Leiterzhofen ist ein Gemeindeteil des Marktes Breitenbrunn im Landkreis Neumarkt in der Oberpfalz in Bayern.

## Geographie
Das Dorf liegt südwestlich des Gemeindesitzes im Oberpfälzer Jura auf 486 m ü. NHN auf der Jurahochfläche 2 km östlich des Tales der Breitenbrunner Laber.

## Verkehr
Zum Ort führte eine Gemeindeverbindungsstraße, die von der Staatsstraße 2394 in nordwestlicher Richtung abzweigt und weiter über Wolfertshofen und Siegertshofen zum Gemeindesitz führt.

## Geschichte
Der Ort ist 1161 als Laideratishuebi im Sinne von Hube eines Laidarat erstmals erwähnt. 1489 erscheint er als Ladrateshoübe.
Im Königreich Bayern (ab 1806) wurde die Ruralgemeinde Erggertshofen im Land-/Amtsgericht Hemau gebildet, zu der als Gemeindeteile die Dörfer Erggertshofen und Siegertshofen, die Weiler Leiterzhofen, Wolfertshofen, Ödenhaid sowie die Einöde Höhenberg gehörten.
Im Gemeindeteil Leiterzhofen lebten
- 1836 62 Einwohner (9 Häuser),[2]
- 1861 54 Einwohner (36 Gebäude),[3]
- 1871 51 Einwohner (30 Gebäude) bei einem Großviehbestand von 11 Pferden und 56 Stück Rindvieh,[4]
- 1900 52 Einwohner in zehn Wohngebäuden,[5]
- 1925 62 Einwohner in neun Wohngebäuden,[6]
- 1950 65 Einwohner in neun Wohngebäuden.[7]

Mit der Gebietsreform in Bayern wurde die im Landkreis Parsberg gelegene Gemeinde Erggertshofen aufgelöst und die Gemeindeteile zum 1. Januar 1972 in den Markt Breitenbrunn und damit in den Landkreis Neumarkt eingegliedert. 1987 hatte der Ortsteil Leiterzhofen bei zehn Wohngebäuden 36 Einwohner.

## Kirchliche Verhältnisse
Leiterzhofen gehört zur Filiale Erggertshofen der katholischen Pfarrei Eutenhofen im Bistum Eichstätt. Hier wohnten 1937 65 Katholiken (und keine Andersgläubigen).